# Fleetwood Mac

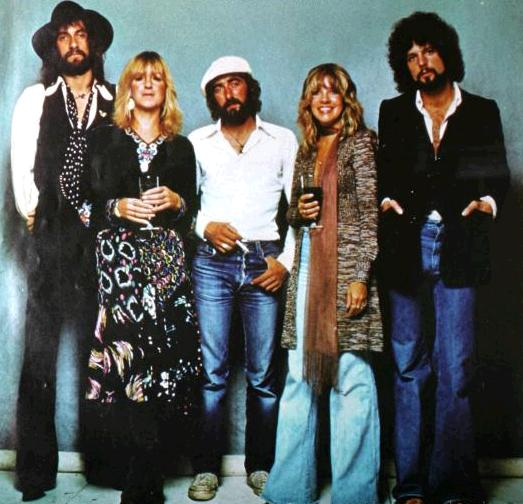
Fleetwood Mac 1977. PR-foto för albumet Rumours.

Fleetwood Mac är ett brittisk-amerikanskt rockband bildat i London år 1967 av Peter Green, Jeremy Spencer, John McVie och Mick Fleetwood. (På de första inspelningarna spelade dock Bob Brunning bas i väntan på att John McVie fick avsluta tidigare engagemang.) Gruppen har inkluderat många medlemmar genom åren och blev mest framgångsrik under Peter Green-eran och 1970-talets andra hälft, då den bestod av Stevie Nicks, Christine McVie, Lindsey Buckingham, John McVie och Mick Fleetwood. De blev invalda i Rock and Roll Hall of Fame år 1998.

## Historik

### Fram till 1975
Under 1967 hade Peter Green spelat i den engelska bluesgruppen John Mayall's Bluesbreakers. Han medverkar på albumet A Hard Road. John Mayall's Bluesbreakers fungerade som en skola för unga lovande gitarrister. Peter Green hade efterträtt Eric Clapton, som 1966 lämnat Bluesbreakers för att bilda Cream och Peter Green skulle i sin tur ersättas av Mick Taylor, som sedan gick vidare till The Rolling Stones. Under Eric Claptons och Peter Greens tid i Bluesbreakers bestod gruppen i övrigt av John Mayall på gitarr, John McVie på bas och Aynsley Dunbar på trummor. Under Peter Greens tid i gruppen hände det också att Mick Fleetwood alternerade på trummor.
Efter att Green lämnat Bluesbreakers ville han bilda en egen grupp med Mick Fleetwood på trummor och John McVie på bas. Han valde att kalla gruppen Peter Green's Fleetwood Mac, eller enbart Fleetwood Mac efter de tre tilltänkta medlemmarna. McVie var först avvaktande och Bob Brunning spelade en kort period bas i Fleetwood Mac innan McVie ändrade sig och blev medlem. I början spelade gruppen ren blues. Peter Green blev känd för låtar som instrumentala Albatross, som toppade brittiska singellistan 1968, och Black Magic Woman som 1970 blev en stor hit för Santana. Även 1969 hade gruppen framgång med låtarna Man of the World och Oh Well. Vid det laget hade Danny Kirwan blivit medlem i gruppen, medan Jeremy Spencers deltagande blev allt mer marginaliserat. Green tog under perioden höga doser LSD och utvecklade med tiden schizofreni. Han tvingades därför lämna den grupp han bildat efter att singeln The Green Manalishi lanserades 1970. Sångerskan och keyboardspelaren Christine Perfect, som tidigare bl.a. spelat i Chicken Shack, kom in som ny medlem. Efter att ha gift sig med basisten John McVie bytte hon namn till Christine McVie, ett namn hon sedan behållit som soloartist.
1971 lämnade även Jeremy Spencer gruppen, och den amerikanske musikern Bob Welch blev istället medlem. Welchs era med gruppen var inte så framgångsrik kommersiellt sett, och album som Future Games, Bare Trees, och Mystery to Me blev bara måttligt uppmärksammade i USA, och negligerade i Europa. 1972 lämnade Danny Kirwan gruppen, och Bob Weston var under två år gitarrist i gruppen. 1974 släpptes det sista albumet med Bob Welch som frontfigur, innan han lämnade gruppen 1975.

### Nystart med Buckingham och Nicks
Gruppens stora kommersiella genombrott kom när paret Stevie Nicks och Lindsey Buckingham blev medlemmar i bandet samma år. Gruppen hade vid det laget lämnat bluesmusiken bakom sig och spelade istället en välarrangerad melodisk pop, med rockinslag. Tendensen att spela mer poppig musik hade märkts redan under Welchs era, men blev mycket tydlig på gruppens andra självbetitlade album – 1975 års Fleetwood Mac.
Nästkommande albumet Rumours från 1977 är ett av rockhistoriens bäst säljande album. Det har sålt runt 30 miljoner exemplar och innehåller hitlåtarna "Dreams", "Don't Stop" och "Go Your Own Way". Gruppen hade senare även framgång med dubbelalbumet Tusk 1979, även om det inte nådde upp till de höga förväntningarna som Rumours skapat.
Interna stridigheter gjorde att gruppen var inaktiv under ett par år på 1980-talet, samtidigt som Stevie Nicks och Lindsey Buckingham släppte soloalbum. Gruppen gjorde dock stor comeback 1987 med albumet Tango in the Night, som innehöll stora hits som "Little Lies", "Everywhere", "Big Love" och "Seven Wonders". Albumet kom dock att bli det sista med den klassiska Rumours-sättningen, då Lindsey Buckingham lämnade bandet kort innan turnén skulle påbörjas.

### Senare år
Fleetwood Mac hade begränsad framgång med albumet Behind the Mask 1990, och bandets kreativa kärna var under denna period främst Christine McVie och i viss mån Stevie Nicks. Den senare lämnade bandet och bandet fortsatte med diverse gästmusiker under resterande 1990-talet.
1997 återförenades den klassiska sättningen med Fleetwood, McVie, Mcvie, Buckingham och Nicks, släppte livealbumet The Dance och gav sig ut på en tillhörande turné. 2003 släppte gruppen Say You Will, som till dags dato är bandets senaste studioalbum, dock utan Christine McVie som återigen valde att hoppa av bandet.
I januari 2014 meddelades att Christine McVie skulle ansluta till bandet igen. I samband med detta berättades att ett nytt album och en ny turné skulle bli av. I september 2014 startade turnén i Minneapolis, Minnesota. Under 2015 fortsatte bandet denna turné med ett antal framträdanden i Europa, bland annat i Holland, Storbritannien och Irland. 2018 kom Lindsey Buckingham åter på kant med Stevie Nicks vilket ledde till att han fick lämna gruppen. Han ersattes av Tom Petty & the Heartbreakers gitarrist Mike Campbell, samt Neil Finn.

## Medlemmar genom tiderna
Mick Fleetwood och John McVie är de enda som varit medlem under alla olika inkarnationer bandet genomgått (se nedan). Mick Fleetwood var 1970–1977 gift med Jenny Boyd, som är syster till Pattie Boyd vilken både varit gift med George Harrison och Eric Clapton. 1995 gifte sig Fleetwood med nuvarande hustrun, Lynn Frankel.
| 1967 | 1967–1968 | 1968–1969 |  |
| --- | --- | --- |  |
| - Peter Green: sång, gitarr - Jeremy Spencer: sång, gitarr - Bob Brunning: basgitarr - Mick Fleetwood: trummor                                                        | - Peter Green: sång, gitarr - Jeremy Spencer: sång, gitarr - John McVie: basgitarr - Mick Fleetwood: trummor                                                 | - Peter Green: sång, gitarr - Jeremy Spencer: sång, gitarr - Danny Kirwan: sång, gitarr - John McVie: basgitarr - Mick Fleetwood: trummor   |  |
| 1970 | 1970–1971 | 1971–1972 |  |
| - Jeremy Spencer: sång, gitarr - Danny Kirwan: sång, gitarr - John McVie: basgitarr - Mick Fleetwood: trummor                                                         | - Jeremy Spencer: sång, gitarr - Danny Kirwan: sång, gitarr - Christine McVie: sång, keyboards - John McVie: basgitarr - Mick Fleetwood: trummor             | - Bob Welch: sång, gitarr - Danny Kirwan: sång, gitarr - Christine McVie: sång, keyboards - John McVie: basgitarr - Mick Fleetwood: trummor |  |
| 1972–1973 | 1973–1974 | 1974–1975 |  |
| - Dave Walker: sång - Bob Welch: sång, gitarr - Bob Weston: gitarr - Christine McVie: sång, keyboards - John McVie: basgitarr - Mick Fleetwood: trummor               | - Bob Welch: sång, gitarr - Bob Weston: gitarr - Christine McVie: sång, keyboards - John McVie: basgitarr - Mick Fleetwood: trummor                          | - Bob Welch: sång, gitarr - Christine McVie: sång, keyboards - John McVie: basgitarr - Mick Fleetwood: trummor                              |  |
| 1975–1987 | 1987–1991 | 1991–1993 |  |
| - Stevie Nicks: sång - Lindsey Buckingham: sång, gitarr - Christine McVie: sång, keyboards - John McVie: basgitarr - Mick Fleetwood: trummor                          | - Stevie Nicks: sång - Billy Burnette: sång, gitarr - Rick Vito: gitarr - Christine McVie: sång, keyboards - John McVie: basgitarr - Mick Fleetwood: trummor | - Billy Burnette: sång, gitarr - Christine McVie: sång, keyboards - John McVie: basgitarr - Mick Fleetwood: trummor                         |  |
| 1993–1995 | 1997–1998 | 1998–2014 |  |
| - Bekka Bramlett: sång - Dave Mason: sång, gitarr - Billy Burnette: sång, gitarr - Christine McVie: sång, keyboards - John McVie: basgitarr - Mick Fleetwood: trummor | - Stevie Nicks: sång - Lindsey Buckingham: sång, gitarr - Christine McVie: sång, keyboards - John McVie: basgitarr - Mick Fleetwood: trummor                 | - Stevie Nicks: sång - Lindsey Buckingham: sång, gitarr - John McVie: basgitarr - Mick Fleetwood: trummor                                   |  |
| 2014–2018 | 2018– | |  |
| - Stevie Nicks: sång - Lindsey Buckingham: sång, gitarr - Christine McVie: sång, keyboards - John McVie: basgitarr - Mick Fleetwood: trummor                          | - Stevie Nicks: sång - Neil Finn: sång, gitarr - Mike Campell: gitarr - Christine McVie: sång, keyboards - John McVie: basgitarr - Mick Fleetwood: trummor   | |  |

## Avlidna tidigare medlemmar i Fleetwood Mac
- Bob Brunning, tidigare basist i Fleetwood Mac avled den 18 oktober 2011
- Bob Weston, tidigare gitarrist i Fleetwood Mac avled den 10 januari 2012
- Bob Welch, tidigare gitarrist i Fleetwood Mac avled den 7 juni 2012 (begick självmord)
- Danny Kirwan 8 juni 2018
- Peter Green, Tidigare gitarrist som var med och bildade bandet. Avled 25 juli 2020
- Christine McVie. Avled 30 november 2022.

## Diskografi

### 1967–1970
| Studioalbum - Fleetwood Mac (Blue Horizon, 1968, (nysläppt som Peter Green's Fleetwood Mac för att ej förväxlas med albumet från 1975)) - Mr. Wonderful (Epic, 1968) - Then Play On (Reprise, 1969) | Samlingsalbum - The Original Fleetwood Mac (Blue Horizon 1971, inspelningar från 1967) - The Vaudeville Years of Fleetwood Mac: 1968 to 1970 (Boxutgåva 1999) - Showbiz Blues 1968-1970 (Utgiven cirka 2002) - The Complete Blue Horizon Sessions 1967-1967 (Columbia UK, 1999) - Best of Peter Green's Fleetwood Mac (Columbia UK, 2000) - Original Fleetwood Mac: The Blues Years (3 CD-samling, Castle, 2000) | Livealbum - Live at the Marquee, 1967 (utgiven 1992) - Masters: London Live '68 (utgiven 1998) - Live at the BBC (utgiven 1995) - Shrine '69 (liveinspelningar från 1969, utgiven 1999) - The Blues Collection (Castle, 1989, 1992) - Live at the Boston Tea Party, vols 1-3 (inspelad 1970, utgiven 2000) - Jumping at Shadows: The Blues Years (utgiven 2002) |

### 1970–1974
| Studioalbum - Kiln House (Reprise, 1970) - Future Games (Reprise, 1971) - Bare Trees (Reprise, 1972) - Penguin (Reprise, 1973) - Mystery to Me (Reprise, 1973) - Heroes Are Hard to Find (Reprise, 1974) | Samlingsalbum - Madison Blues (Shakedown Records, 2003, Kiln House/Christine Perfect Band Box) - Crazy About the Blues (Secret/Secret Records 2011) - Black Magic!: The Best of the Early Years (Castle Pulse/Spectrum/Spectrum Audio 2011) |

### 1975 och senare
| Studioalbum - Fleetwood Mac (Reprise, 1975) - Rumours (Warner, 1977) - Tusk (Warner, 1979) - Mirage (Warner, 1982) - Tango in the Night (Warner, 1987) - Behind the Mask (Warner, 1990) - Say You Will (Reprise, 2003) | Samlingsalbum - Greatest Hits (Warner, 1988) - 25 Years - The Chain Box (Warner, 1992) - The Very Best of Fleetwood Mac (Warner, 2002) | Livealbum - Live (Warner, 1980) - The Dance (Reprise, 1998) - Live In Boston (Warner, 2004, liveinspelningar från Say You Will-turnén) - In Concert 1982 (Immortal, 2010, liveinspelningar från Forum i Inglewood, Kalifornien.) - Go Your Own Way: Live 1977 (Blueline/IMV/IMV Blueline/XXL Media 2012) |

## Turnéer
- Fleetwood Mac – 1975
- Rumours Tour – 1977–1978
- Tusk Tour – 1979–1980
- Mirage Tour – 1982
- Shake The Cage Tour – 1987–1988
- Tango Tour – 1988
- Behind The Mask Tour – 1990
- Time Tour – 1995
- The Dance – 1997
- Say You Will Tour – 2003–2004
- Unleashed Tour – 2009
- 2013 World tour – 2013
- On With the Show tour – 2014

Fleetwood Mac har spelat  flera konserter i Sverige, Lisebergs konserthall i Göteborg, maj 1968, Rigoletto Jönköping 1969, Stockholm, 1988 (i Hovet), 1990, 2009 och 2013 (alla 3 i Globen). Plus en gång med den  tidiga originella sättningen med Peter Green et al i Stockholms Konsert Hus ( stora salen).

## Bildgalleri

Fleetwood Mac i Niedersachsenhalle, Hannover, Tyskland 18 mars 1970
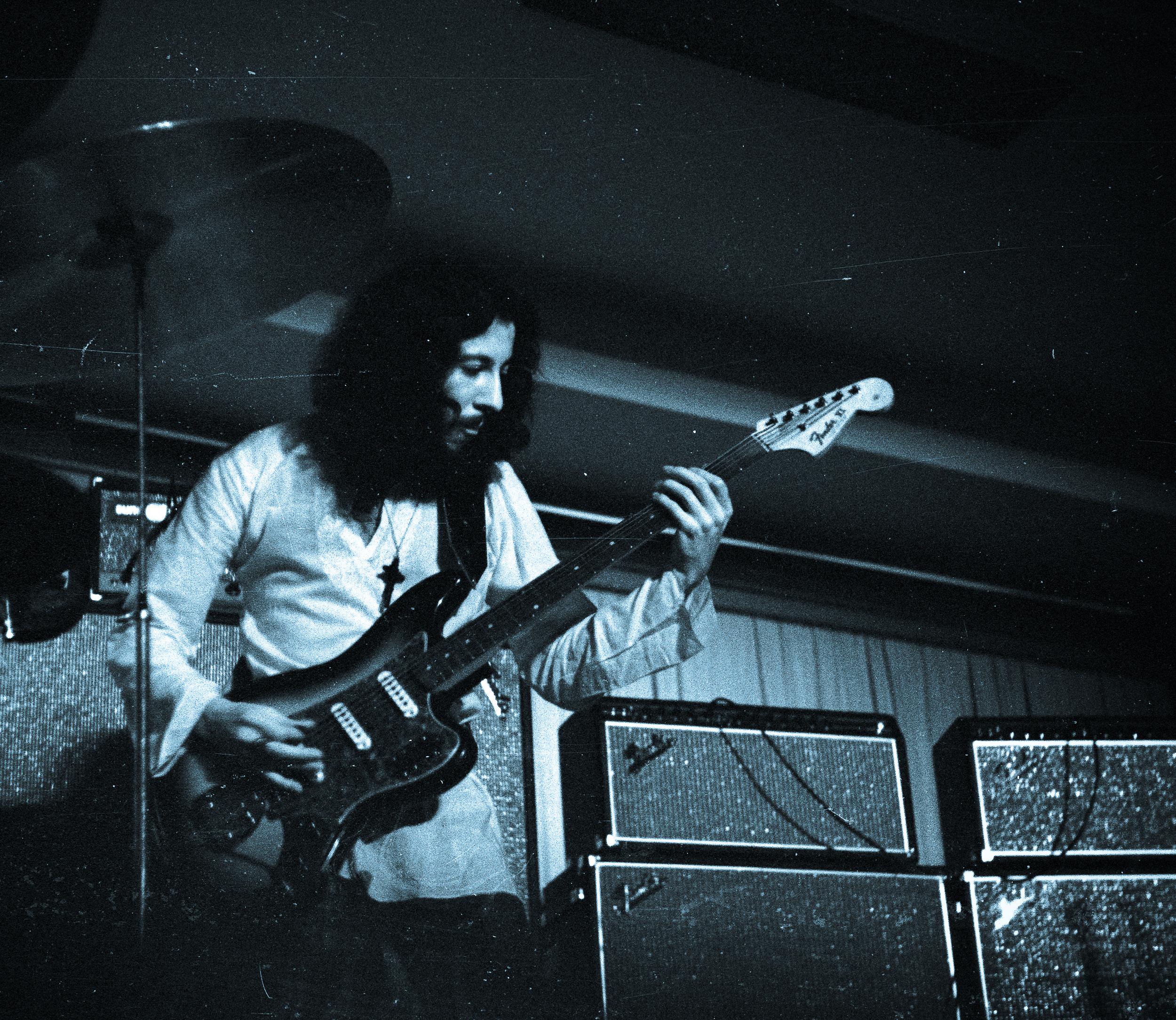
Peter Green
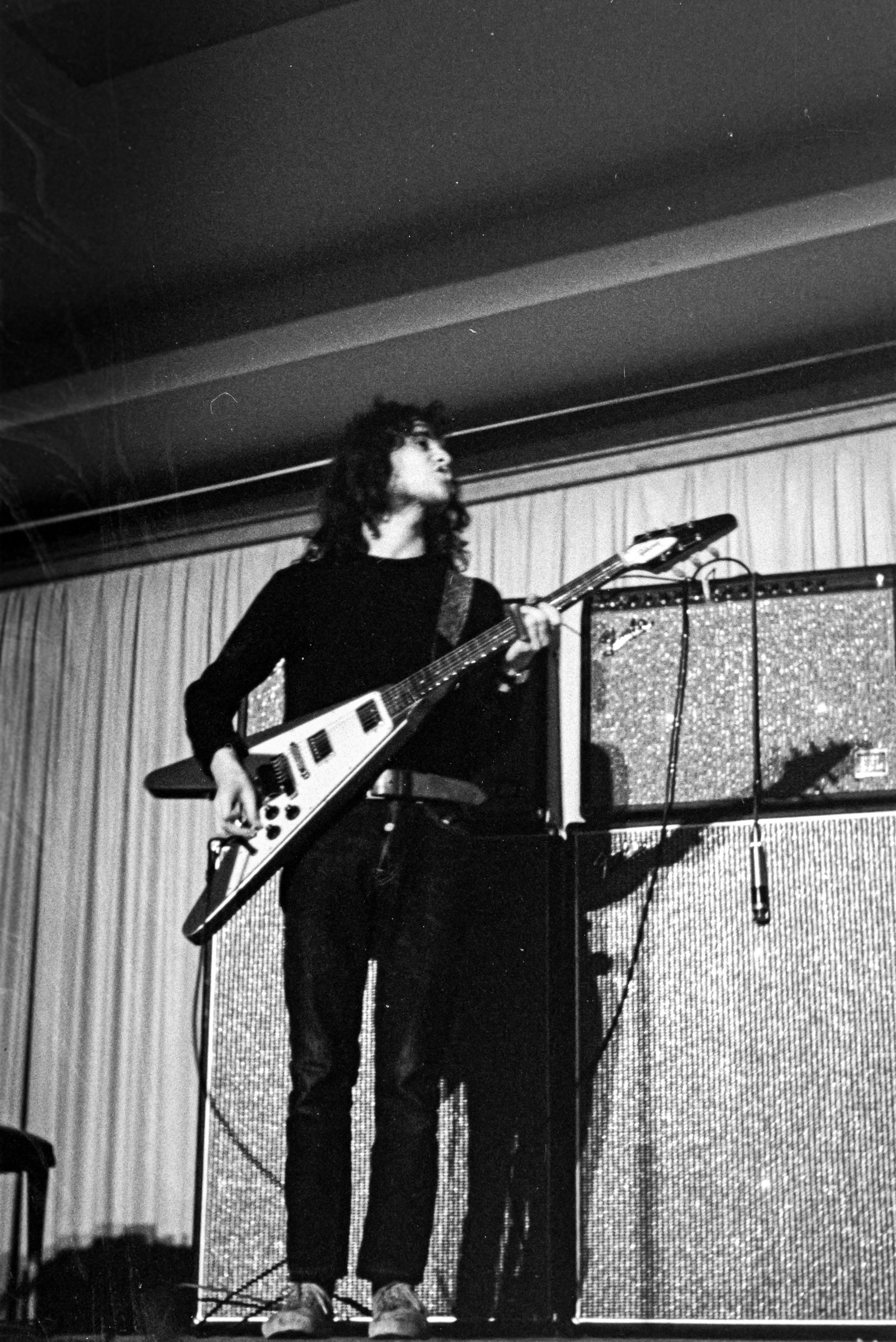
Jeremy Spencer
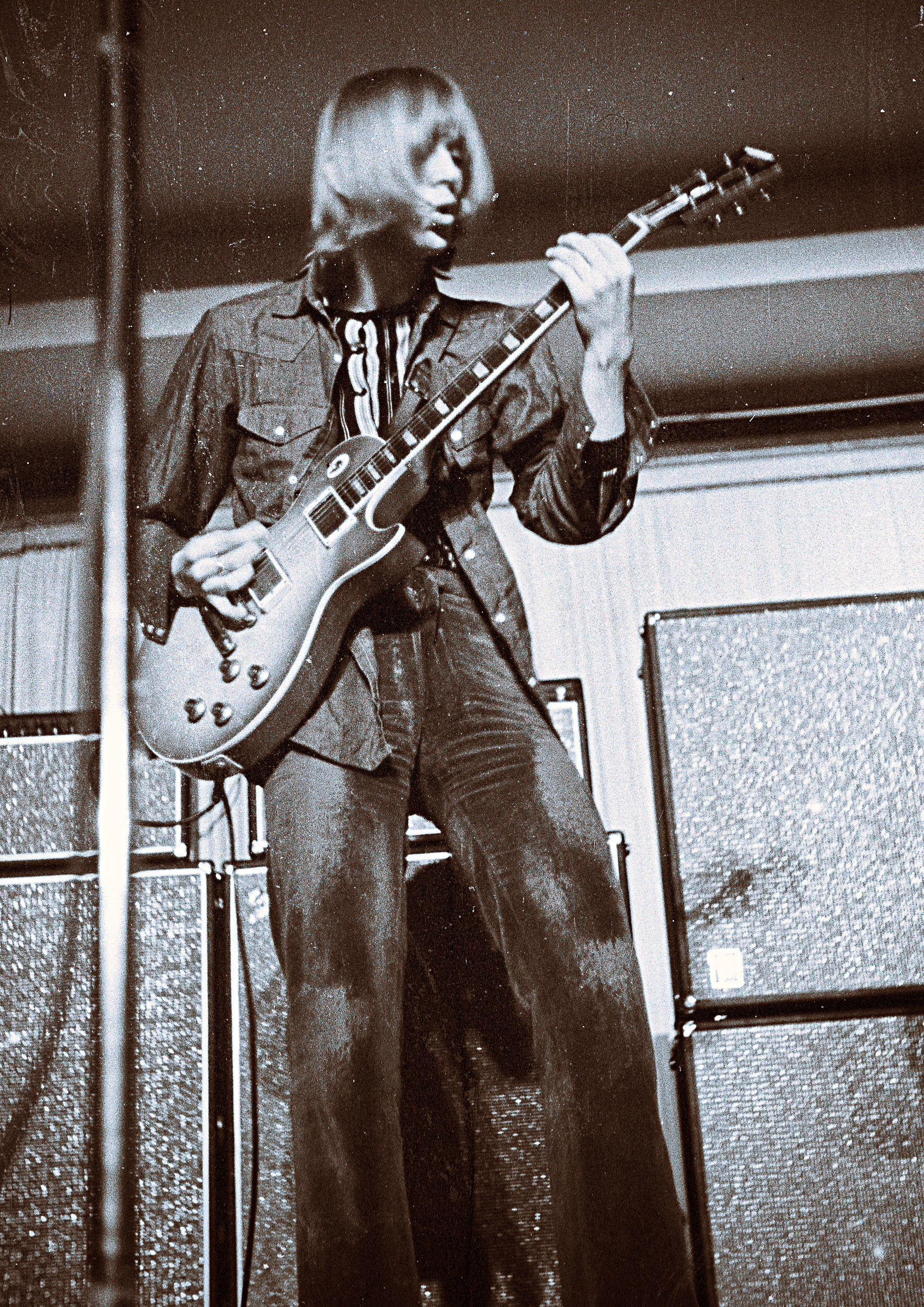
Danny Kirwan
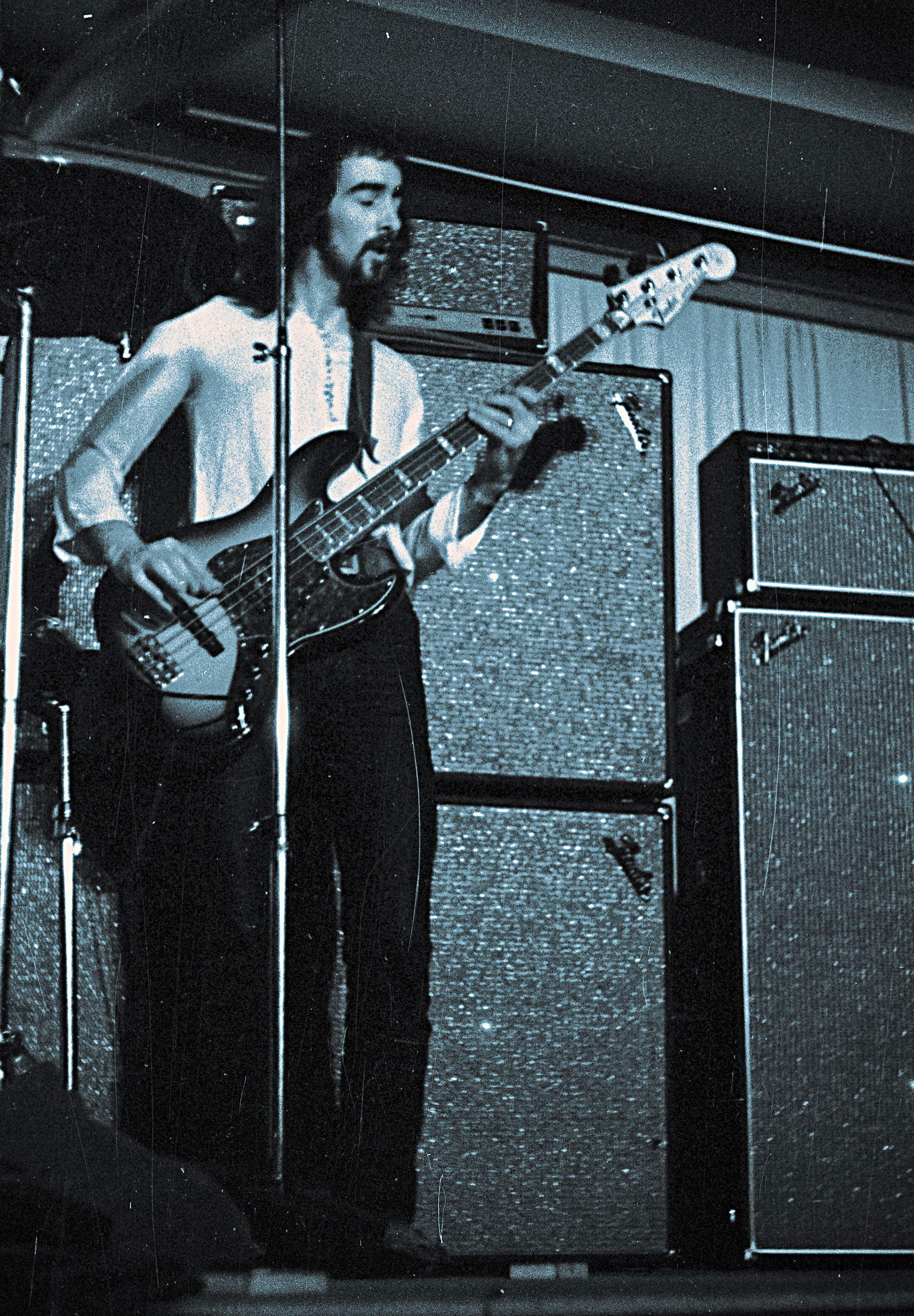
John McVie
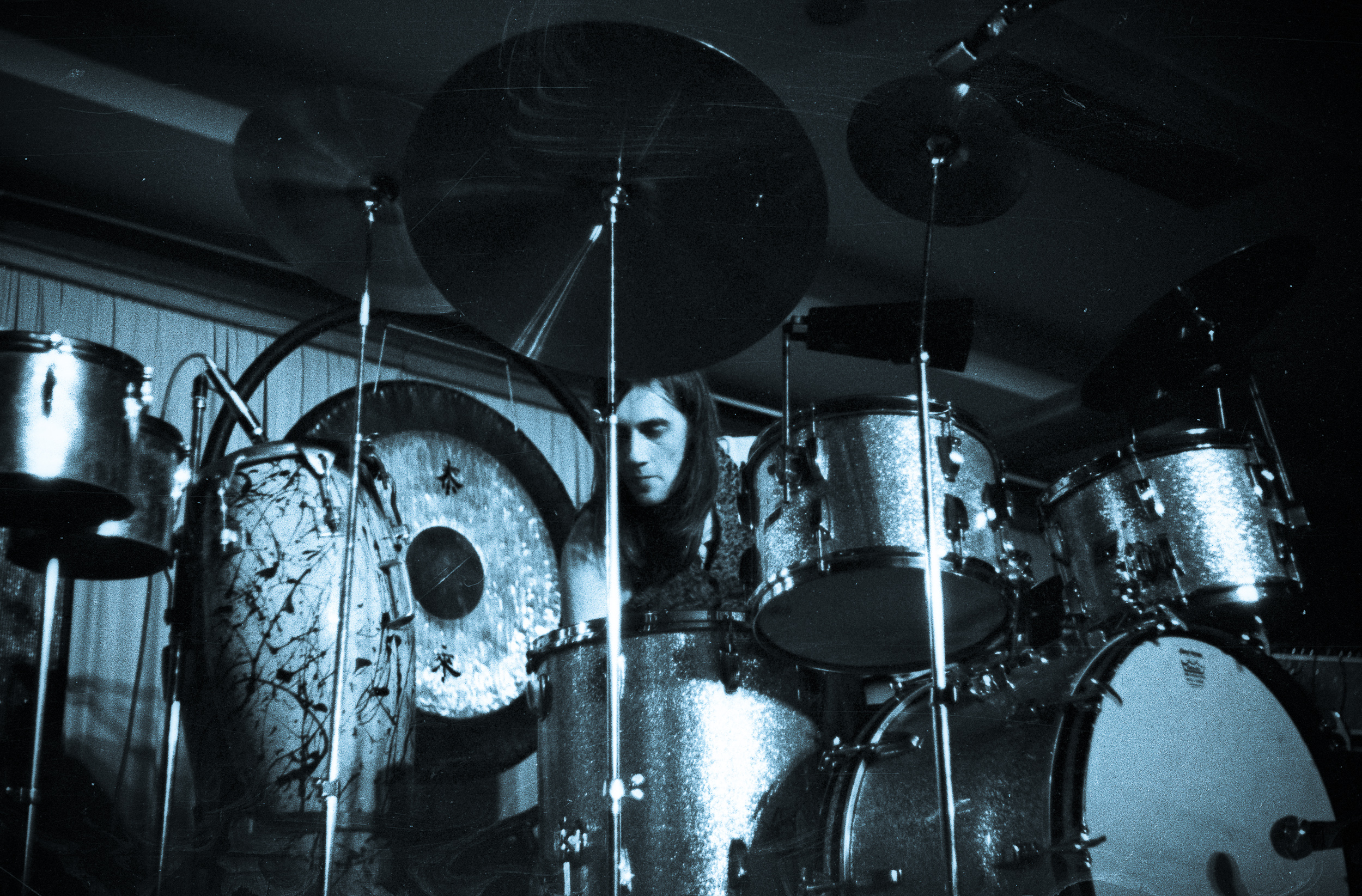
Mick Fleetwood

Fleetwood Mac i St. Paul, Minnesota, USA 3 mars 2009
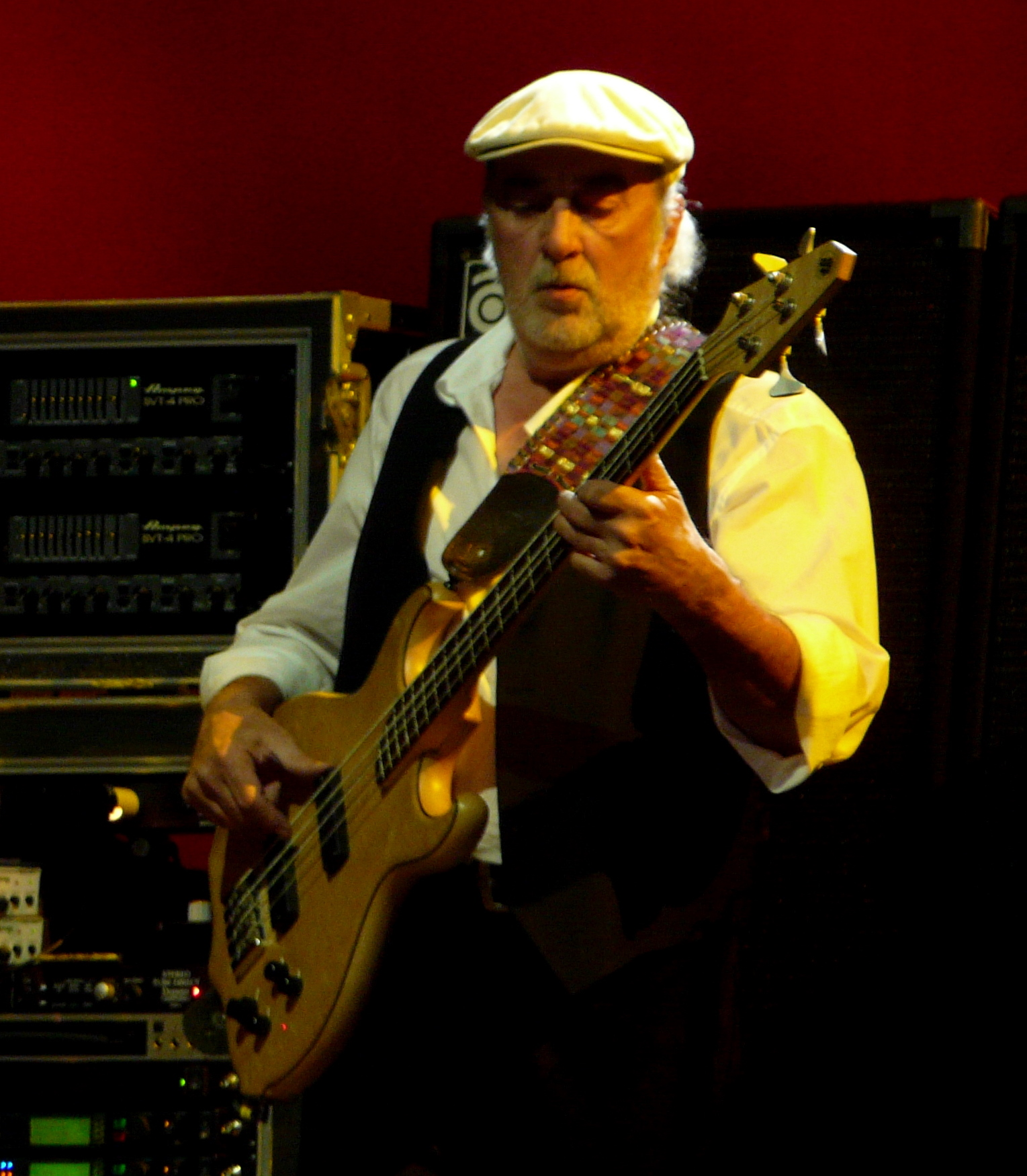
John McVie
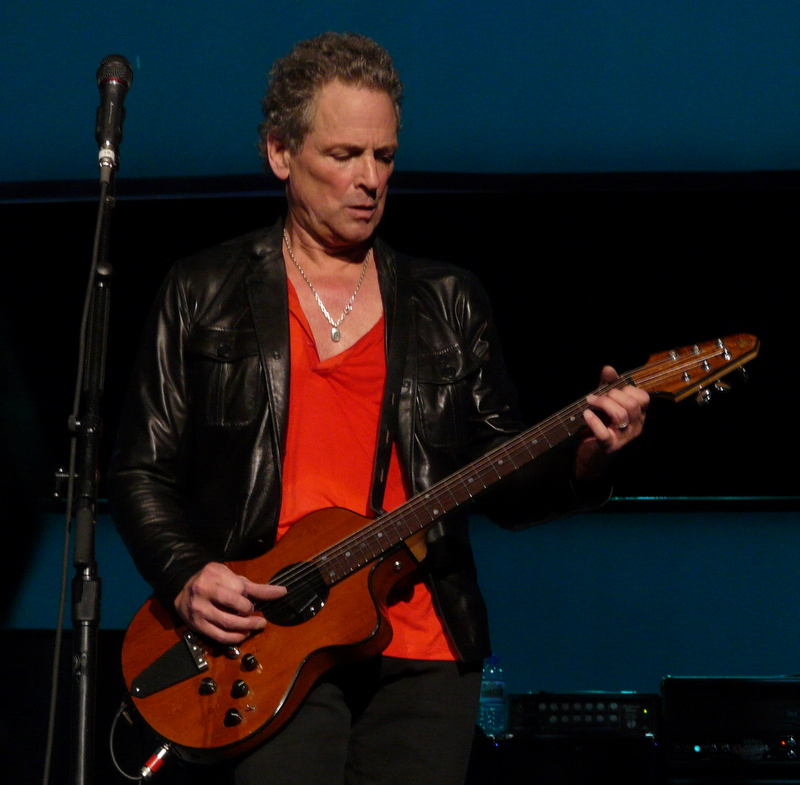
Lindsey Buckingham
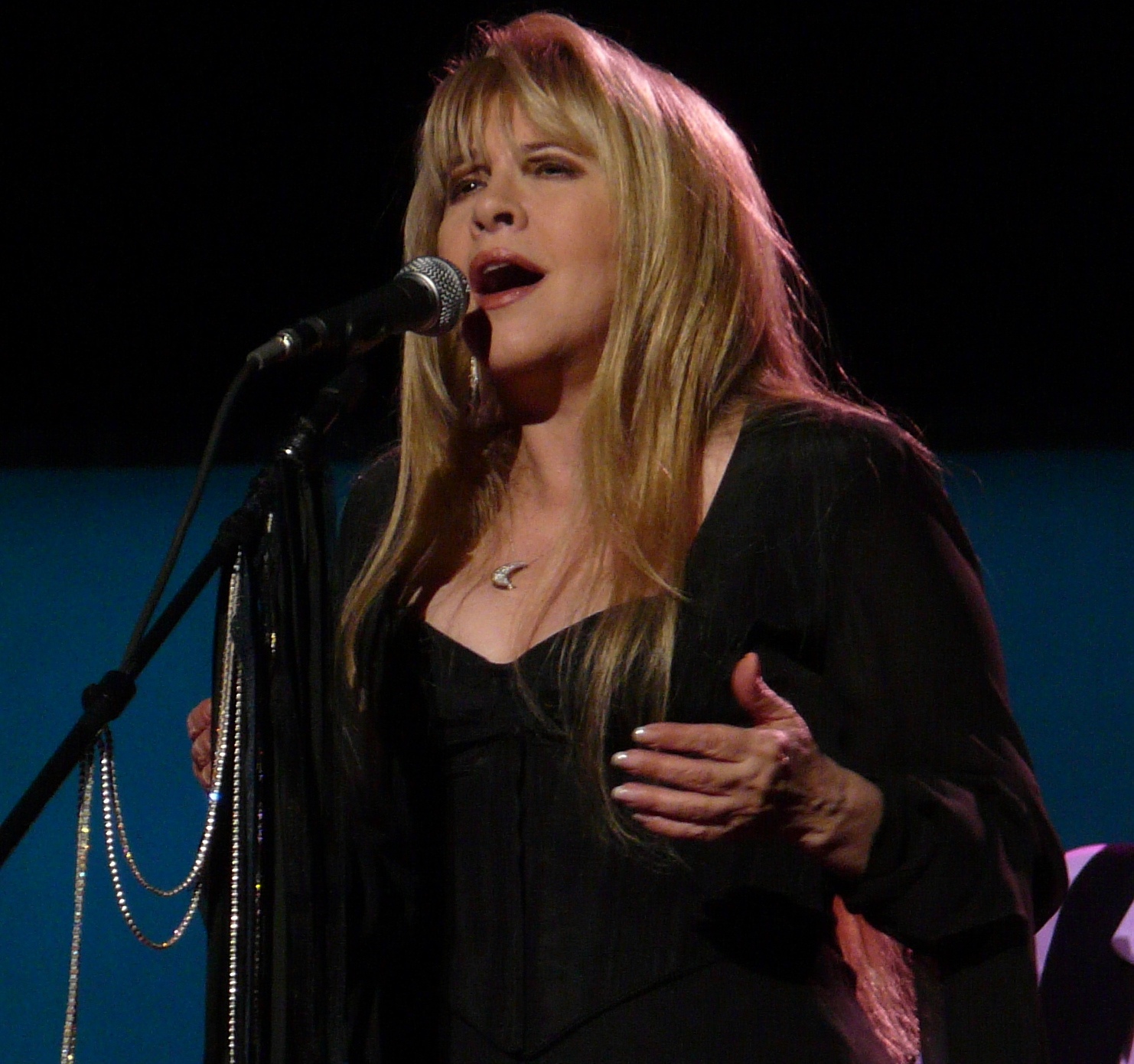
Stevie Nicks